# Grandson
Pour les articles homonymes, voir Grandson (homonymie).
Grandson (/ɡʀãsɔ̃/) est une commune suisse du canton de Vaud, située dans le district du Jura-Nord vaudois.

## Géographie

### Situation

Photo aérienne par Walter Mittelholzer (1919).

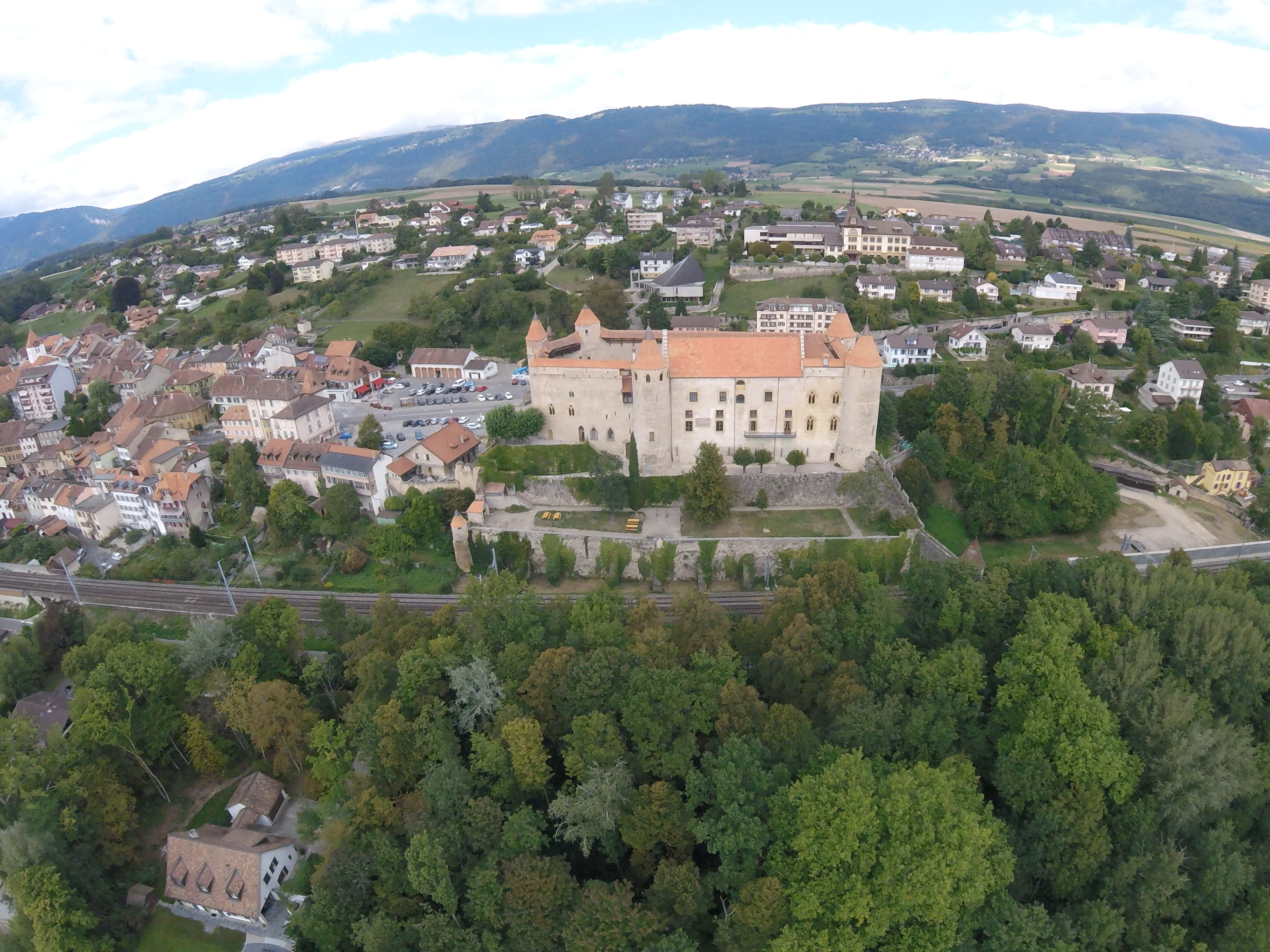
Grandson, vue aérienne.

Grandson se situe au bord du lac de Neuchâtel à 4 km au nord d'Yverdon-les-Bains. La commune s'étend aussi jusqu'à la rivière Arnon au Nord puis à l'est lorsqu'elle rejoint le lac.
Le territoire de Grandson s'étend sur 7,86 km2. Lors du relevé de 2013-2018, les surfaces d'habitations et d'infrastructures représentaient 24,8 % de sa superficie, les surfaces agricoles 64,7 %, les surfaces boisées 8,2 % et les surfaces improductives 2,4 %.

### Transports
La commune est reliée aux réseaux de CarPostal et des CFF. Cinq lignes de bus desservent huit arrêts en direction d'Yverdon-les-Bains, Vuitebœuf, Mauborget, Provence et Gorgier-St-Aubin (NE).
Le 13 décembre 2015, la gare de Grandson est devenue le terminus des lignes S1 et S5 du RER Vaud. Elle a été adaptée afin de pouvoir accueillir les trains qui circulent toutes les 30 minutes.
En 2018, une piste cyclable devrait relier le bourg à la ville d'Yverdon-les-Bains, en passant par le hameau des Tuileries.

## Toponymie
L'origine du nom de la commune, qui se prononce /ɡʀãsɔ̃/, ne peut être déterminée avec certitude. Il pourrait dériver d'un nom de personne latin tel que *Grannicius, qui y aurait possédé un domaine.
La première occurrence écrite du toponyme date de 1087 à 1092, sous la forme de Grantione.
L'ancien nom allemand de la commune est Gransee (étymologie populaire évoquant la situation de la commune au bord du lac de Neuchâtel).

## Histoire
Le village appartient à Louis de Chalon, vassal de Charles le Téméraire, en son château de Grandson.
Il est pris par les milices suisses le 30 avril 1475	
Le 2 mars 1476 eut lieu la bataille de Grandson, qui vit la victoire des confédérés, alliés de Louis XI de France, sur Charles le Téméraire.
Depuis la création du canton de Vaud en 1803 et jusqu'au 31 décembre 2007, Grandson a été chef-lieu du district du même nom avant que cette région ne devienne partie prenante du nouveau district du Jura-Nord vaudois à la suite de l'adoption de la nouvelle Constitution cantonale vaudoise par les citoyens de ce canton en 2003.

## Politique
La commune de Grandson est dotée d'une municipalité de sept membres (exécutif) et d'un conseil communal de cinquante membres (législatif), tous deux élus au suffrage universel pour une période de cinq ans. L'élection de la municipalité se déroule au système majoritaire à deux tours et l'élection du conseil communal au système proportionnel.

### Liste des syndics
- 1899-1905 : Jules Vautier, Parti libéral.
- 1906-1913 : David Vautier, Parti libéral.
- 1914-1918 : Henri Simon, Parti radical-démocratique.
- 1919-1926 : Victor Braillard, Parti radical-démocratique.
- 1927-1941 : Jean Crosasso, Parti radical-démocratique.
- 1942-1953 : Henri Guignet, Parti radical-démocratique.
- 1954-1960 : Georges Schneiter, Parti radical-démocratique.
- 1961-1975 : Robert Mermoud, Parti radical-démocratique.
- 1976-1989 : Franz Elmiger, Parti radical-démocratique.
- 1990-2001 : Pierre Gasser, Parti radical-démocratique.
- 2002-2004 : Myriam Sandoz, Parti socialiste suisse.
- 2004-2006 : Claude Lüthi, Parti radical-démocratique.
- 2006-2021 : François Payot, Parti libéral, puis Parti libéral-radical (PLR).
- 2021-présent : Antonio Vialatte, Parti libéral-radical (PLR).

## Population et société

### Gentilé et surnoms
Les habitants de la commune se nomment les Grandsonnois (ou Grandsonnais).
Ils sont surnommés les Bocans (les boucs en patois vaudois), ou Vire-Bocans (les tourne-bouc).

### Démographie

#### Évolution de la population
Grandson compte 3 360 habitants au 31 décembre 2022 pour une densité de population de 427 hab/km2. Sur la période 2010-2019, sa population a augmenté de 9,9 % (canton : 12,9 % ; Suisse : 9,4 %).  

#### Pyramide des âges
En 2020, le taux de personnes de moins de 30 ans s'élève à 33,4 %, au-dessous de la valeur cantonale (35 %). Le taux de personnes de plus de 60 ans est quant à lui de 24,4 %, alors qu'il est de 21,9 % au niveau cantonal.
La même année, la commune compte 1 674 hommes pour 1 684 femmes, soit un taux de 49,9 % d'hommes, supérieur à celui du canton (49,1 %).
| Hommes | Classe d’âge | Femmes |
| ------ | ------------ | ------ |
| 0,5    | 90 ans ou +  | 1,2    |
| 6,9    | 75 à 89 ans  | 7,1    |
| 15,5   | 60 à 74 ans  | 17,6   |
| 22,1   | 45 à 59 ans  | 21,6   |
| 20,8   | 30 à 44 ans  | 20,1   |
| 19,1   | 15 à 29 ans  | 17,6   |
| 15,1   | - de 14 ans  | 14,9   |

| Hommes | Classe d’âge | Femmes |
| ------ | ------------ | ------ |
| 0,5    | 90 ans ou +  | 1,4    |
| 6,1    | 75 à 89 ans  | 8,2    |
| 13,3   | 60 à 74 ans  | 14,3   |
| 21,5   | 45 à 59 ans  | 21,2   |
| 22,0   | 30 à 44 ans  | 21,4   |
| 19,6   | 15 à 29 ans  | 18,0   |
| 16,9   | - de 14 ans  | 15,5   |

### Sport
Grandson possède, avec le FC Grandson-Tuileries, le deuxième plus grand centre de recrutement de footballeurs du canton de Vaud derrière l'Étoile Sportive FC Malley de Lausanne[réf. nécessaire]. Sa première équipe joue en 2e ligue vaudoise (5e division nationale).
Grandson possède également sa société de gymnastique, la FSG Grandson, qui est, avec 250 membres actifs en 2013, l'une des plus grosses sociétés de Grandson avec le FC Grandson-Tuileries.
Le club de BMX, a fusionné en 2012 avec celui d'Yverdon-les-Bains, pour devenir un club d'importance nationale[réf. nécessaire]. En plus des titres de champions suisses régulièrement récoltés, il dispose d'une nouvelle piste au lieu-dit « Le Pécos » qui lui permet d'organiser des compétitions au niveau international.
La commune dispose également d'un club de voile, un club de tennis, une société de tir, la Société de tir de l'Arnon, qui rassemble les tireurs des communes de Fiez, Giez et Grandson.

## Culture et patrimoine

### Monuments et patrimoine bâti

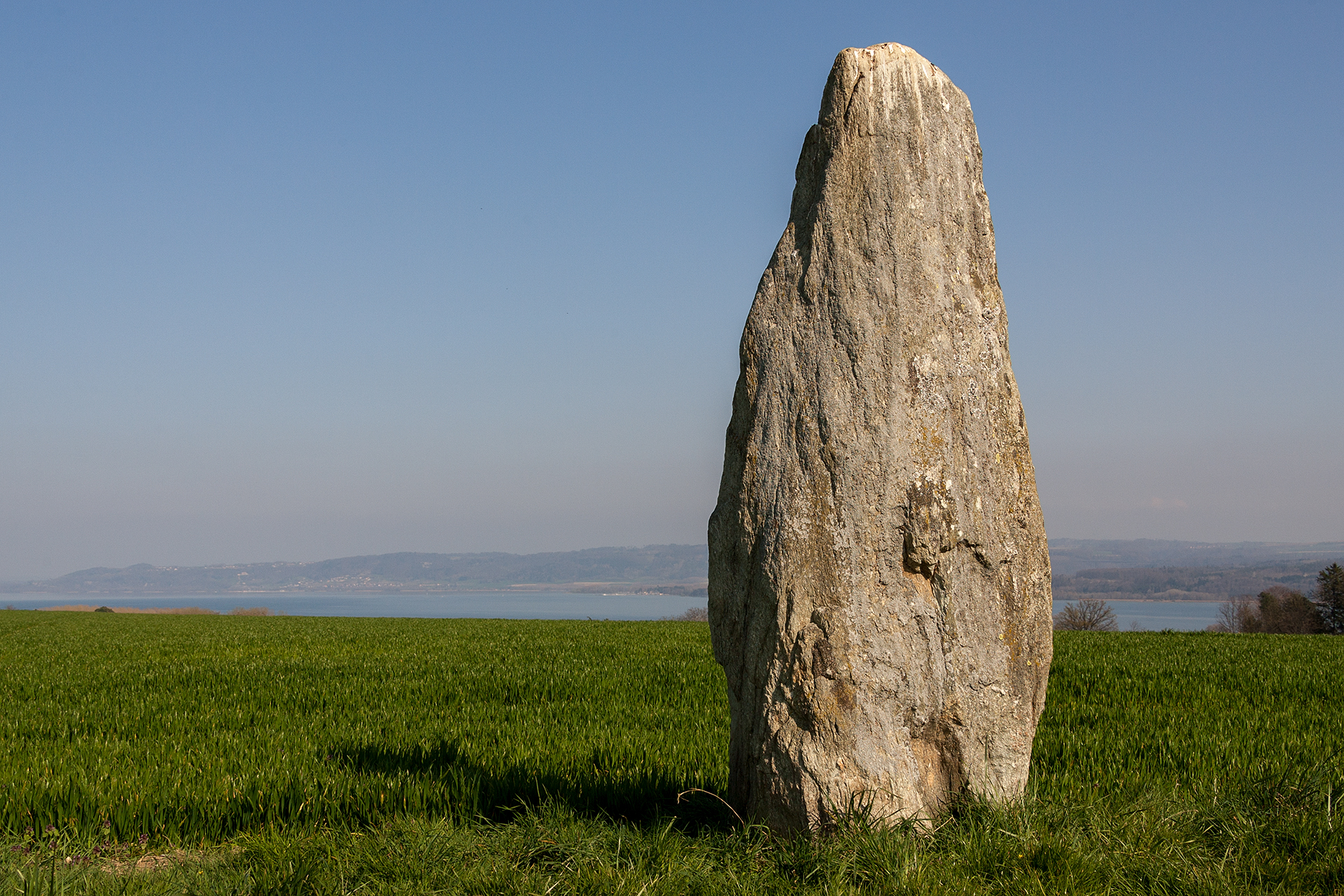
Le menhir de Grandson.

Le menhir de Grandson, haut de quatre mètres et datant du Néolithique, se dresse au bord de la route conduisant à Fiez.
Le château de Grandson est le deuxième plus grand château de Suisse[réf. nécessaire]. Il se situe au centre du bourg et accueille environ 30 000 visiteurs chaque année.
L'église Saint-Jean-Baptiste était initialement un prieuré de la congrégation bénédictine de La Chaise-Dieu. Une partie importante de la décoration a survécu à la rigueur de la Réforme. On y trouve notamment une représentation de la mise au tombeau du XVe siècle. L'édifice a été restauré en 2007.
La station lacustre de Corcelettes est également inscrite comme bien culturel suisse d'importance nationale.
Un deuxième couvent existait dans ce bourg, le Couvent des Cordeliers. Il fut fondé par Othon Ier de Grandson qui reçut, le 12 décembre 1289, l'autorisation du pape Nicolas IV de l'ériger sur les bords de la rivière Liserne appelée maintenant Arnon. Il ne fut finalement pas construit le long de ce cours d'eau mais au bord du lac de Neuchâtel à l'entrée ouest de Grandson vers 1308.

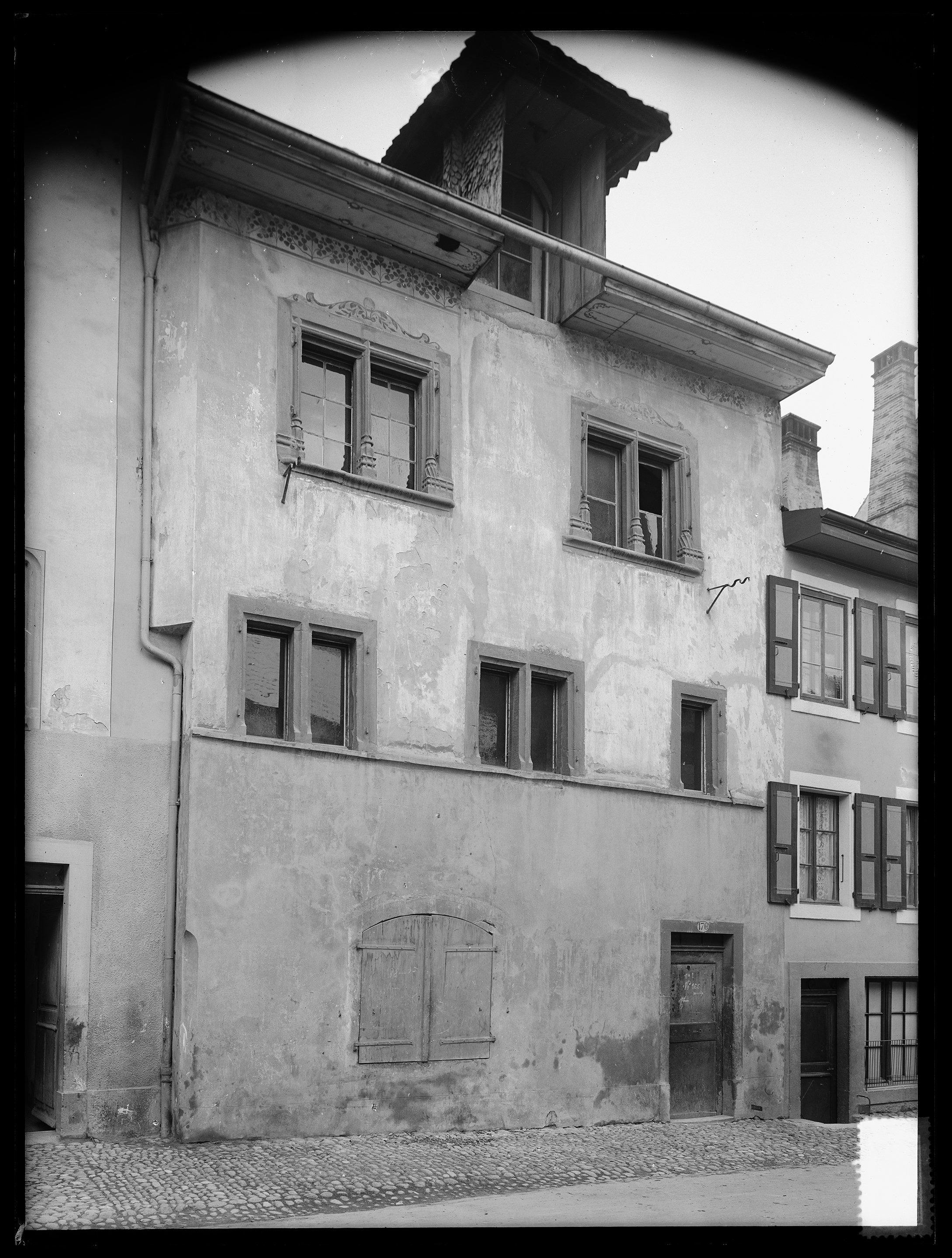
Ancienne maison Maeder, photographie d’Albert Naef, entre 1901 et 1925 (Archives cantonales vaudoises).

La ville compte encore plusieurs maisons d’origine médiévale, reflétant l’architecture civile de la fin de l’époque gothique.
Au milieu du XVIe siècle, après le passage de la Réforme protestante en pays romand et lorsque la région de Grandson était administrée en alternance entre les États de Berne et de Fribourg, les biens du couvent et du prieuré furent distribués entre les deux États administrateurs. L'une des cloches enlevées du couvent existe toujours en l'église St-Maurice de Fribourg. Aujourd'hui, la tour du couvent reste toujours élancée et fait partie du bâtiment de l'administration communale.
Malgré la présence de trois lieux de culte, le troisième se trouvant dans le château, ce n'est qu'après la Réforme, au milieu du XVIe siècle, que les habitants du lieu purent enfin célébrer le culte en leur bourg. Précédemment, ils devaient se rendre dans le village voisin de Giez.

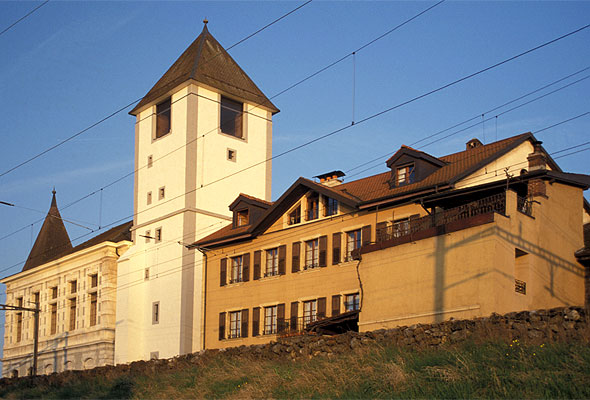
L'Hôtel de Ville

L'hôtel de ville se situe dans une ancienne église.
L'école des Tuileries-de-Grandson (1837-1838), est un harmonieux bâtiment conçu par les architectes lausannois Henri Perregaux et Achille de La Harpe.
Le port de Grandson a été développé en 1671 par l'architecte neuchâtelois Jonas Favre.
La chapelle protestante (Route de Giez 2) a été bâtie en 1967 par l’architecte Julien Mercier 46° 47′ 56″ N, 6° 37′ 34″ E.
L’église catholique romaine Saint-Jean-Baptiste (ruelle des Renards 6) a été bâtie en 1969-1970 par l’architecte Aldo Dolci 46° 48′ 38″ N, 6° 38′ 45″ E.
Grandson fait partie depuis 2016 de l'association Les plus beaux villages de Suisse.

### Personnalités liées à la commune
- Gustave Roux (1828-1885), illustrateur, né à Grandson
- Othon Ier de Grandson
- Famille de Grandson (Château de Grandson)

### Héraldique
| Armes de Grandson | Les armes de la commune de Grandson se blasonnent ainsi : D’azur au soleil d’or soutenu d’un croissant du même. |